# Франсіско Богран
Франсіско Богран Барагона (1852–1926) — тимчасовий президент Гондурасу наприкінці 1919 — початку 1920 років. Був двоюрідним братом колишнього президента Луїса Бограна.